# 取暖器

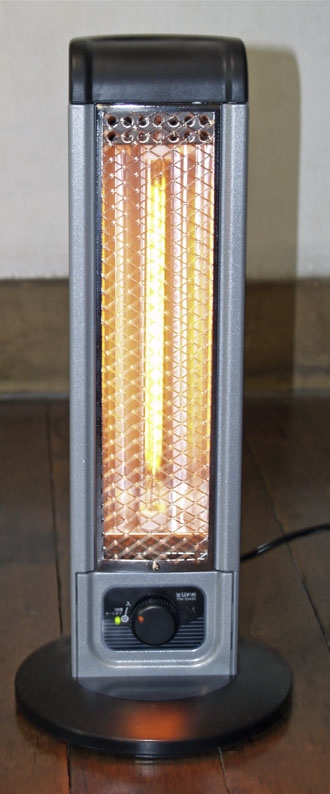
紅外線電熱器

取暖器是一种用于加热小範圍区域（例如房屋的房间）的设备。取暖器由电力或可燃烧的燃料提供动力，如天然气、丙烷、重油或颗粒燃料。一般小型便携式的取暖器通常由电提供动力，因为如果要燃烧燃料的話需要一个排气装置。